# Matthieu du Kosker
Matthieu du Kosker ou Coskaër ou Cosquer, né à Lannion et mort en 1422, est un prélat breton du début du XVe siècle.

## Biographie
Matthieu est docteur en théologie. Il participe au Concile de Constance comme procurateur de Christian de Hauterive avant de lui succéder comme évêque de Tréguier en 1417. La même année il reçoit Vincent Ferrier à Tréguier.
Jeanne de France, épouse du duc Jean V de Bretagne, l'envoie en 1420 comme ambassadeur auprès du futur roi Charles VIII de France pour demander de secours pour son mari contre les Penthièvres. La fin de son épiscopat est marquée par le commencement des travaux de construction du chœur du duc dans la cathédrale.